# Александрово (Ямбольська область)
Алекса́ндрово (болг. Александрово) — село в Ямбольській області Болгарії. Входить до складу общини Стралджа.

## Населення
За даними перепису населення 2011 року у селі проживали 177 осіб.
Національний склад населення села:
| Національність   | Кількість осіб | Відсоток |
| ---------------- | -------------- | -------- |
| болгари          | 117            | 66,1%    |
| цигани           | 57             | 32,2%    |
| турки            | 0              | 0%       |
| інша             | 3              | 1,7%     |
| не визначились   | 0              | 0%       |
| Всього відповіли | 177            |          |

Розподіл населення за віком у 2011 році:
Динаміка населення: